# Porsche Mission X
El Porsche Mission X es un automóvil superdeportivo concepto completamente eléctrico producido por el fabricante alemán Porsche. Fue presentado el 8 de junio de 2023, destinado para ser el sucesor del 918 Spyder. Según la propia marca, trae la esencia de otros modelos del pasado, tales como el 959 o el Carrera GT.
Sería presentado oficialmente en el Museo Porsche de Stuttgart, durante la inauguración de la exposición para celebrar el 75.º aniversario de los automóviles de competición del fabricante. Esta fecha también es especial, ya que al mismo tiempo, también coincide con el 8 de junio de 1948 cuando el 356 “número 1” roadster se convirtió en el primer Porsche en recibir su permiso de circulación, marcando así el nacimiento de la marca.

## Diseño

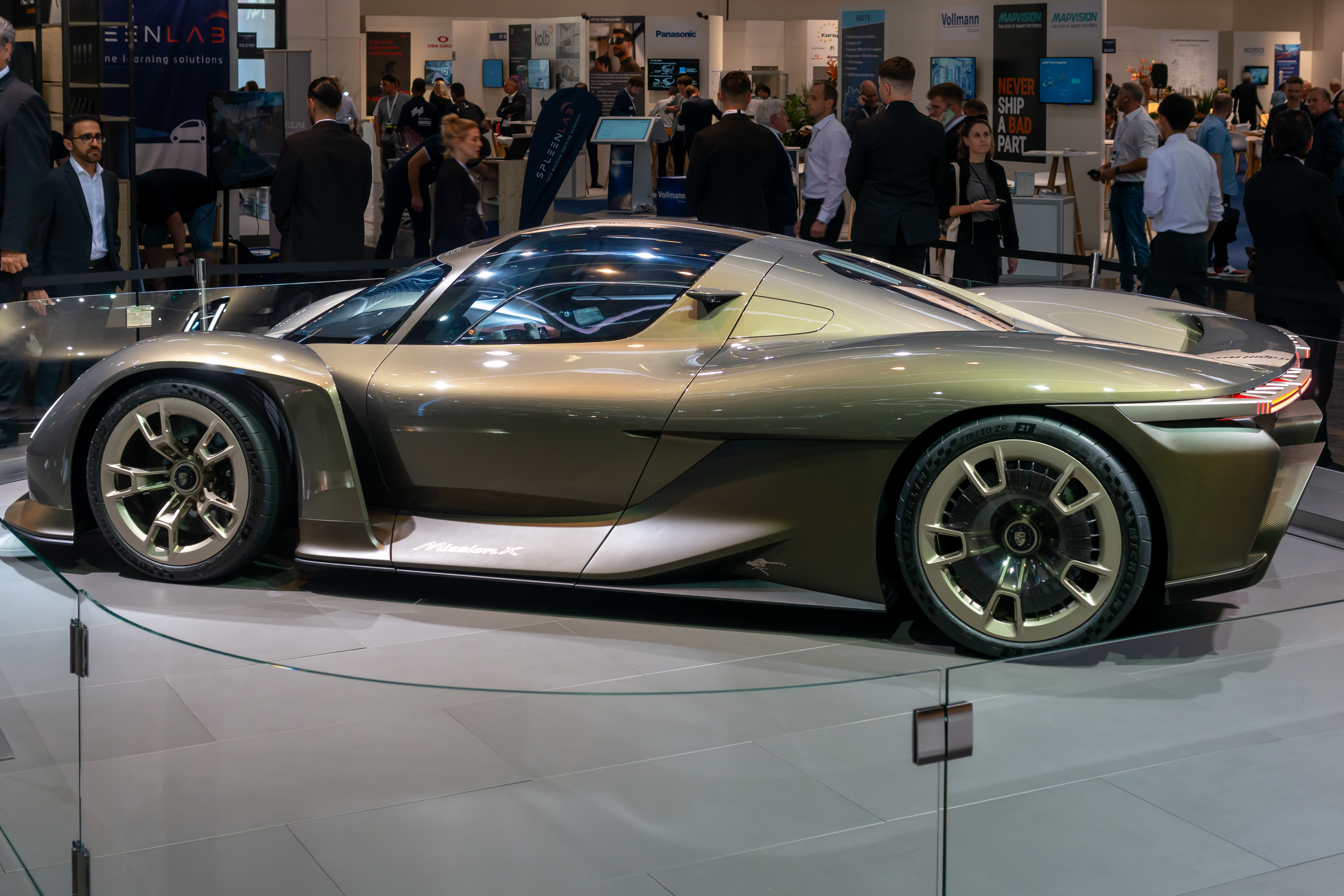
En el Salón del Automóvil Mobility de Múnich de 2023

Se tenía previsto que cuando lograra pasar la fase de concepto a producción, sería el coche homologado para carretera más rápido en el circuito de Nordschleife, gracias a un sistema eléctrico de 900 voltios, una relación peso a potencia de apenas un 1 CV/kg, una mayor carga aerodinámica que el 911 GT3 RS actual y cuya recarga de la batería sería el doble de rápida que la del Taycan Turbo S. También está inspirado en el 963 que participó en las 24 Horas de Le Mans 2023.
Es un biplaza con una distancia entre ejes de 2,73 m (107,5 pulgadas), 4,5 m (177,2 pulgadas) de largo, 2 m (78,7 pulgadas) de ancho y menos de 1,2 m (47,2 pulgadas) de altura. La apertura de las puertas están fijadas en los pilares "A" delanteros y en el techo, lo que genera que sea hacia delante y hacia arriba, es decir, diédricas al estilo prototipo de Le Mans como el 917, ofreciendo un acceso cómodo al interior. El tamaño de los rines es de 20 pulgadas (50,8 cm) en el delantero y de 21 pulgadas (53,3 cm) en el trasero, con un sistema llamado “aeroblade” que mejora la refrigeración de los frenos, cuyo diseño es de tipo turbina casi transparente integrando unas pequeñas cuchillas aerodinámicas. Los faros tienen forma vertical de cuatro puntos conectados a la estructura, inspirados en los modelos históricos como los 906 y 908. En el interior de las luces, una estructura enmarca los módulos led, que incluye las luces diurnas y las intermitentes. Cuando se activan los faros, la luz se abre como si fuera un párpado. La luz de las calaveras emerge como si estuviera suspendida en el aire desde una estructura interna y se extiende a todo lo ancho del coche. Bajo la línea de cintura se encuentran elementos de diseño de tejido de carbono, los cuales están barnizados en un acabado satinado y ligeramente coloreados, aunque su estructura material sigue siendo reconocible.
El perfil aerodinámico es tan elaborado que no tiene espejos retrovisores, debido a que han sido reemplazados por cámaras. Tampoco tiene el alerón de un coche de carreras, ya que en su lugar está un ala dinámica activa que ofrece un apoyo mayor, la cual se complementa con efecto suelo y un gran difusor trasero, para que el agarre al asfalto no sea por choque de aire, sino por sustentación, basado en el paso del flujo por la parte inferior (downforce).

## Interior
En su interior asimétrico, hay dos asientos con estructura fabricada en plástico reforzado con fibra de carbono (CFRP) y tapizados en colores distintos, tales como: marrón Andalucía para el del pasajero y una combinación del mismo tono marrón con el gris Kalahari para el del piloto, formando una unidad cromática con la consola central y el panel de instrumentos. Los cinturones de seguridad son de seis puntos y están anclados al chasis monocasco. El volante es de tipo "yugo" y con la mayoría de interruptores integrados en este, incluyendo empuñaduras de cuero que permiten que se puedan personalizar el sistema de control y los mandos de manejo. Frente al asiento del copiloto hay un sistema de fijación para la colocación de un módulo con un cronómetro analógico y una pequeña pantalla que muestra tiempos por vuelta y otros datos importantes de manejo. También dispone de seis cámaras a bordo que inician la grabación cuando el piloto oprime un botón en el mando multifunción, de las cuales tres son exteriores y otras tres interiores.
La almohadilla superior se puede quitar para manejar con casco y los pedales también son ajustables. Todos los controles esenciales están ubicados en el eje del conductor y a la vista muestra con claridad los datos del rendimiento. El techo cuenta con una cúpula de cristal con un exoesqueleto para dar la mayor visibilidad a ambos ocupantes. En general no significa que tenga que ser austero, de hecho puede parecer minimalista y sin cualquier elemento de confort, pero toda la fabricación, los materiales y demás detalles son muy lujosos.
La batería eléctrica está instalada en el centro y detrás de los asientos en disposición "e-core", lo que permite una mejor distribución del peso, como si se tratara de un coche de motor central y, al mismo tiempo, proporcionando la base para una excelente agilidad.